# La freccia di Dio
La freccia di Dio (Arrow of God) è il terzo romanzo dello scrittore nigeriano Chinua Achebe, pubblicato nel 1964.
Dopo i due romanzi precedenti, Il crollo e Non più tranquilli, il libro conclude la "Trilogia Africana" dell'autore. Il titolo del libro si riferisce all'immagine che Ezeulu da di sé come una freccia nell'arco del suo dio Ulu.

## Storia editoriale
Il libro è stato pubblicato in Italia per la prima volta da Jaca Book, in un volume unico dal titolo Dove batte la pioggia, insieme con gli altri due romanzi del ciclo. In seguito, tutte e tre le opere sono state ripubblicate separatamente da Jaca Book in collaborazione con il Dipartimento di Linguistica e Letterature Comparate dell'Università di Bergamo.

## Trama
Nella Nigeria coloniale degli anni 1920, gli Igbo faticano a mantenere la propria indipendenza culturale. Ezeulu è il sommo sacerdote del dio Ulu, venerato dai sei villaggi che compongono Umuaro, che ora è in conflitto con il vicino villaggio di Okperi. Gli scontri però sono placati dall'intervento britannico tramite il sovrintendente T. L. Winterbottom; John Goodcountry, un africano convertitosi al cristianesimo, arriva in seguito a Umuaro e comincia a predicare la religione dei coloni europei. Ezeulu intanto viene invitato da Winterbottom a collaborare con l'Inghilterra e, al suo rifiuto, viene incarcerato. 
L'assenza del sacerdote causa problemi al villaggio, dove gli Igbo non possono cominciare il raccolto dell'igname senza aver prima celebrato il rito che Ezeulu dovrebbe officiare in onore di Ulu. Il sacerdote, tornato cambiato dalla prigione, rifiuta di celebrare il rito, sostenendo di essere mezzo uomo e mezzo spirito e che quella sia la volontà di Ulu. Quando l'igname comincia a marcire nei campi, il popolo patisce la fame ed incolpa Ezeulu. Cogliendo l'occasione, John Goodcountry suggerisce agli Igbo di rendere grazia al Dio cristiano e di procedere con il raccolto. Dopo la morte di Obika, uno dei figli di Ezeulu, durante una cerimonia tradizionale, il popolo perde la fede nel sacerdote, che tutti ritengono aver perso la benevolenza del dio. Molti abitanti del villaggio si convertono quindi al cristianesimo e tornano nei campi.

## Edizioni italiane
- Chinua Achebe, La freccia di Dio, traduzione di Silvana Antonioli Cameroni, Jaka Book, 1977.
- Chinua Achebe, La freccia di Dio, traduzione di Alberto Pezzotta, Oceani, La nave di Teseo, 28 febbraio 2019,  p. 344, ISBN 978-8893447379.